# 에리카 멘데스

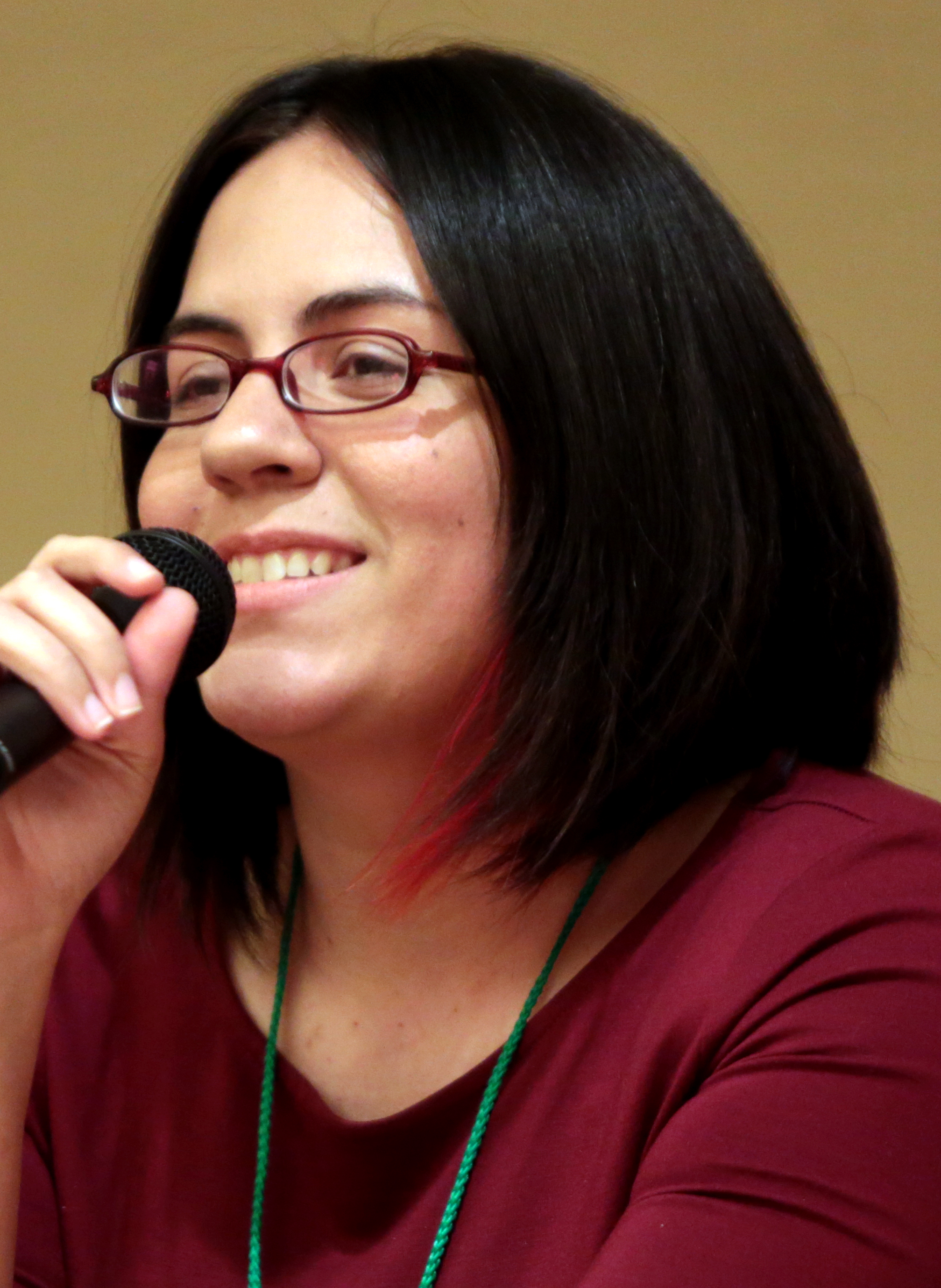
2016년 모습

에리카 멘데스(Erica Mendez)는 일본 애니메이션의 영어 더빙에 목소리를 낸 미국의 성우이다. 그녀는 성우가 되기 전 3년 동안 대학에서 그래픽 디자인을 공부했다.

## 참여 작품

### 일본 애니메이션
- 다마고치!
- 마기 (만화)
- 킬라킬
- 요괴워치
- 달의 요정 세일러문
- 유우키 유우나는 용자다
- 잔잔한 내일로부터
- 소드 아트 온라인
- 미소녀 전사 세일러문 Crystal
- 리틀 위치 아카데미아
- 러브 라이브!
- 4월은 너의 거짓말
- 헌터 × 헌터
- 기동전사 건담 철혈의 오펀스
- 샤를로트 (애니메이션)
- 나만이 없는 거리
- 모브 사이코 100
- 리틀 위치 아카데미아
- 사이보그 009
- GOSICK -고식-
- 두근두근! 프리큐어
- 페이트/그랜드 오더
- 그날 본 꽃의 이름을 우리는 아직 모른다
- 기동전사 건담 SEED
- 건담 빌드 다이버즈
- 어그레츠코: 회사는 열바다
- Re:제로부터 시작하는 이세계 생활
- BORUTO -보루토- NARUTO NEXT GENERATIONS
- 나의 히어로 아카데미아
- 방패용사 성공담
- 이 멋진 세계에 축복을!
- 약속의 네버랜드
- 일하는 세포
- 마기아 레코드 마법소녀 마도카☆마기카 외전
- 팔남이라니, 그건 아니지!
- 포켓몬스터 W
- 후르츠 바스켓
- 반요 야샤히메
- 마법과고교의 열등생
- 86 -에이티식스-
- 슬라임을 잡으면서 300년, 모르는 사이에 레벨 MAX가 되었습니다
- 샤먼킹
- 불멸의 그대에게
- 불길한 바르하이트
- 변경의 팔라딘
- 포켓몬스터
- 귀멸의 칼날
- 이 멋진 세계에 폭염을!
- 우주보다 먼 곳
- 너에게 닿기를

### 서양 애니메이션
- 레고 프렌즈
- OK K.O.! 내일은 히어로
- 출동! 유후 구조대

### 영화
- 극장판 헌터X헌터 : 팬텀루즈
- 극장판 헌터X헌터 : 더 라스트 미션
- 러브 라이브! 더 스쿨 아이돌 무비
- 극장판 달의 요정 세일러문 S
- 극장판 달의 요정 세일러문 SuperS
- 나의 히어로 아카데미아 더 무비: 두 명의 히어로
- 극장판 일곱 개의 대죄: 천공의 포로
- 너의 췌장을 먹고 싶어 (2018년 영화)
- 극장판 울려라! 유포니엄 ~맹세의 피날레~
- 명탐정 코난: 감청의 권
- 극장판 미소녀 전사 세일러문 이터널

### 비디오 게임
- 히어로즈 오브 뉴어스
- 갓 이터
- 더스트: 언 엘리시안 테일
- 스마이트
- 스컬걸즈
- 절대절망소녀 단간론파 Another Episode
- 마계전기 디스가이아 5
- 제노블레이드 크로니클스 크로스
- 스트리트 파이터 V
- 소피의 아틀리에 ~신비한 꿈의 연금술사~
- 팔라딘스
- 아키바즈 비트
- 테일즈 오브 베르세리아
- 뿌요뿌요 테트리스
- 뉴 단간론파 V3: 모두의 살인 신학기
- 4여신 온라인 CYBER DIMENSION NEPTUNE
- 파이어 엠블렘 히어로즈
- 파이어 엠블렘 무쌍
- 래디언트 히스토리아
- 명탐정 피카츄
- 블레이블루: 크로스 태그 배틀
- 전장의 발큐리아 4
- 옥토패스 트래블러
- 소울칼리버 VI
- 에이스 컴뱃 7: 스카이즈 언노운
- 잔키제로
- 파이어 엠블렘 풍화설월
- 포켓몬 마스터즈
- 코드 베인
- 13기병방위권
- 젤다무쌍 대재앙의 시대
- 원신
- 뿌요뿌요 테트리스 2
- 이스 IX: 몬스트럼 녹스
- New 포켓몬 스냅
- 쿠키런: 킹덤
- 스칼렛 넥서스
- 초코보 GP
- 룬 팩토리 5
- 가도카와 (기업)
- 파이어 엠블렘 무쌍 풍화설월
- 소울 해커즈 2
- 레전드 오브 룬테라
- 옥토패스 트래블러 II
- 오메가 스트라이커스
- 초탐정사건부: 레인 코드
- ANONYMOUS;CODE